# Kylie Travis
Pour les articles homonymes, voir Travis.
Kylie Travis, née le 27 avril 1970 à Londres, est une actrice australienne. 
Elle est connue pour tenir le rôle de Julie Dante dans la série télévisée américaine Models Inc, et surtout celui de Rachel Dennis dans Central Park West.  
La belle fera une apparition remarquée dans Femme de rêve où elle donne la réplique à Angelina Jolie.

## Biographie
Depuis l'Angleterre, sa famille déménage en Australie peu de temps après sa naissance. Elle travaille pour différentes agences de mannequin à Paris, Londres et New York. 
Kylie décide de mettre entre parenthèses sa carrière de mannequin et part pour Los Angeles afin de commencer celle d'actrice. Elle décroche son premier rôle dans Eyes of the Beholder (1992). Un thriller, étrillé par la critique. Le film offre beaucoup de scènes à l'actrice débutante même si le montage met surtout en avant sa beauté physique. Aussi le long métrage permet à l'actrice de se faire remarquer. 
Après ce film, elle enchaîne les apparitions dans les séries Tarzán et Le Rebelle. Même si celles-ci ne sont pas prestigieuses aux yeux de la critique, elles sont populaires auprès du public et vont lui permettre de se faire connaître à l'international.  
En effet,  Le Rebelle (série télévisée) est une des séries les plus diffusées dans le monde à ce moment avec Alerte à Malibu (Baywatch).  
À cette époque, la maison de production Spelling souhaite créer une nouvelle série "spin-off" de Beverly Hills sur le monde du mannequinât et lui propose un des rôles principaux.  
Début 1994, le feuilleton qui s’intitule Models Inc. est lancé. Elle y interprète avec brio la plantureuse Julie Dante, une top modèle féroce prête à tout pour réussir dans ce monde. La critique et le public sont charmés par la belle. Néanmoins, la série reçoit des audiences moyennes alors que le réseau FOX souhaite réitérer le hit Melrose Place. Aussi, pour la seconde partie de la saison 1, les producteurs embauchent Emma Samms. 
Faute d'améliorations significatives des audiences, le feuilleton n'est pas prolongé. 
Au cours de l'été 1995, Darren Star, célèbre créateur de Beverly hills 90210 et Melrose Place, peaufine sa nouvelle série Central Park West loin de l'empire Spelling son ancien mentor et cherche une actrice pour jouer l'antagoniste de la série.
Ainsi, après avoir vu ses prouesses dans Models inc, il contacte Kylie Travis pour jouer le rôle vedette du feuilleton. Elle y interprète la méchante Rachel Dennis débarquée à New York pour prendre les rênes de la section mode du magazine 'Communiqué.
Darren Star ne sera pas déçue puisqu'elle y incarnera un personnage à un degré supérieur sur l'échelle de la garce-attitude, dans la veine des grandes méchantes de prime time serial comme Abby Cuningham, Amanda Woodward ou Valerie Malone.
Central Park West réalise des audiences correctes (entre 7 et 9 millions de téléspectateurs) mais insuffisantes pour CBS qui annule le feuilleton à la fin de la deuxième saison.
Elle participe ensuite à des longs métrages, comme Retroactive et Femme de rêve (Gia en VO) ou elle donne la réplique à Angelina Jolie. Dans ce film, elle interprète le rôle de Stephanie, top-modèle aguerrie qui prend sous son aile Gia (interprété par Angelina Jolie) nouvelle super modèle qui débarque dans l'agence de mode Wilhelmina. Elle participe ensuite au film d'action Sanctuary (1998), qui reçoit de bonnes critiques.

## Filmographie

### Cinéma
| Année | Film                 | Rôle                |
| ----- | -------------------- | ------------------- |
| 1992  | Eyes of the Beholder | Holly Brandon       |
| 1996  | For Which He Stands  | apparition spéciale |
| 1997  | Rétroaction          | Karen               |
| 1998  | Sanctuary            | Rachel Malcolm      |

### Téléfilms
| Année | Téléfilm      | Rôle      |
| ----- | ------------- | --------- |
| 1998  | Femme de rêve | Stéphanie |

### Séries télévisées
| Année     | Série             | Rôle                                                             |
| --------- | ----------------- | ---------------------------------------------------------------- |
| 1994      | Tarzán            | Starr Reilly (saison 3, épisode 14)                              |
| 1994      | Le Rebelle        | Bobbie (saison 2, épisode 22)                                    |
| 1994-1995 | Models Inc.       | Julie Dante (saison 1; 29 épisodes)                              |
| 1995-1996 | Central Park West | Rachel Dennis (à partir de l'épisode 3, saison 1-2; 21 épisodes) |
| 2001      | Ed                | Tanya (saison 1, épisode 22)                                     |